# Chocolat Weiss
 (octobre 2013).
Pour les articles homonymes, voir Weiss.
Weiss est une chocolaterie française, implantée à Saint-Étienne depuis sa création en 1882, qui crée, fabrique et commercialise ses chocolats (de la fève à la tablette), ainsi que des pralinés et confiseries, à destination des particuliers et des professionnels de la gastronomie.

## Contexte d'implantation: Saint-Étienne, terre de chocolat
Depuis 1770, avec l’installation de la chocolaterie Escoffier, il existe à Saint-Étienne une tradition chocolatière, qui a vu l'implantation de marques comme Pupier Chocolat Casino, Escoffier-Granetias, Coulois, ou encore Chocolat des Princes. Groupe industriel ou petits artisans torréfacteurs, ils sont plus de 25 chocolatiers installés en ville en 1914. En 1927, Saint-Étienne assure 10% de la production nationale de chocolat.
L’installation de cette industrie dans la région stéphanoise est facilitée par de multiples facteurs :
- Des infrastructures déjà en place : au XIXe siècle, Saint-Étienne est un pôle industriel développé, possédant déjà les industries lourdes, qui ont fait sa renommée et qui font de la ville un terrain économique fertile, propice à de nouvelles implantations.
- Une main-d’œuvre disponible : la chocolaterie, qui emploie surtout un personnel féminin, est un débouché naturel pour les épouses des ouvriers et mineurs de la région[4].
- Un accès facilité au cacao : le cacao est acheminé dès la fin du XVIIIe siècle par la Loire entre Nantes et Roanne[5], puis par voie de chemin de fer entre Marseille et Saint-Étienne dès 1852 ; en 1895 est créé à Saint-Étienne un entrepôt réel des douanes, ouvert en 1899 aux fèves de cacao[6],[7], ce qui constitue une facilité pour les chocolatiers qui peuvent s’en servir de lieu de stockage, car il permet de diminuer les frais de douanes et facilitent les relations avec les pays producteurs.
- Un marché pour le chocolat : au XIXe, on reconnaît au chocolat des vertus thérapeutiques et il est recommandé pour les travailleurs de force, notamment aux mineurs[8].
- Des activités qui s'avèrent à terme complémentaires : Saint-Étienne est pendant longtemps la capitale du ruban, et les rubaniers prennent l’habitude d’offrir pour Noël à leurs clients des coffrets Weiss ornés de leurs créations, des cadeaux d’affaires qui deviennent de parfaits ambassadeurs du savoir-faire stéphanois ; les rubans qui ornent les boites actuelles de la marque Weiss sont toujours fabriqués dans la région stéphanoise.

## Parcours d'Eugène Weiss
Eugène Weiss naît le 26 décembre 1858 à Ebersheim. En 1875 il quitte l’Alsace devenue allemande et se forme aux métiers de la pâtisserie, de la chocolaterie et de la confiserie. En Suisse, il rencontre Émile Gerbeaud, pâtissier et confiseur renommé, qui devient son ami et son mentor. En 1879, Émile Gerbeaud et Eugène Weiss s’installent à Saint-Étienne et ouvrent une pâtisserie-chocolaterie au 8 rue du Général-Foy (boutique toujours ouverte de nos jours). En 1882, Émile Gerbeaud se rend à Budapest où il reprend le café Kugler, qui devient la Maison Gerbeaud. Son partenaire crée alors la marque Weiss. En 1907, il ouvre un atelier de fabrication dans le quartier de Châteaucreux. Fils de vigneron, il travaille le chocolat d’assemblage, associant différentes origines de cacao comme on le fait avec les cépages, afin de créer de nouvelles harmonies gustatives. Il se place sur un créneau alors inexploité à Saint-Étienne : le chocolat haut de gamme et la vente aux professionnels des métiers de bouche.

## Historique de la marque Weiss

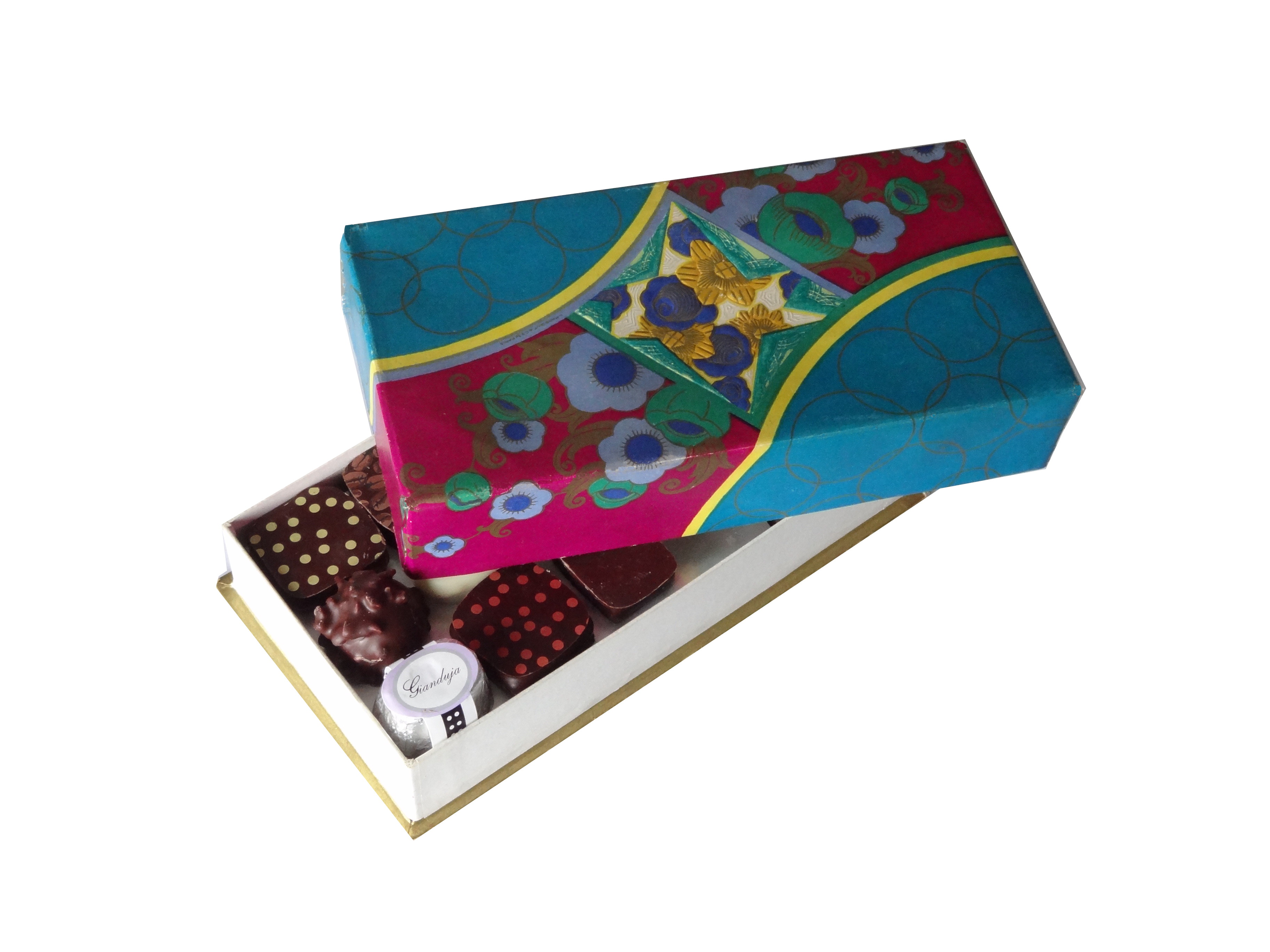
Boîte de chocolats Weiss en 1920.

S’inspirant des célèbres catalogues de la Manufacture française d'armes et cycles, Eugène Weiss se lance dans la vente par correspondance en 1912 et édite des catalogues richement illustrés reprenant l’ensemble de sa fabrication. Ses catalogues reflétant les courants artistiques de leur temps, il fait appel au talent de dessinateurs de renom tels Georges Goursat dit Sem, ainsi qu’aux poètes et librettistes de l’époque comme Miguel Zamacoïs ou Franc-Nohain.
En 1919, Eugène Weiss confie la gestion de l’entreprise à son gendre, Albert Margainne, et au frère de ce dernier, Paul Margainne. En 1926, Weiss dépose la marque « les Napolitains pour le voyage », de petits rectangles de chocolat emballés, premiers chocolats nomades à déguster partout.
En 1930, Paul Margainne invente une autre spécialité de la maison : les « nougamandines », des coques de nougatine en forme d’amandes fourrées d’un praliné fondant. La marque Weiss propose alors ses chocolats dans des conditionnements raffinés et luxueux des cartonnages faits main, des vases Daum ou Gallé, ou encore des plateaux de laque du Japon.
Weiss surmonte les difficultés économiques liées à la Seconde Guerre mondiale et au rationnement, et renoue avec le succès à partir des années 1950. Dans les années 1980, la pâtisserie française s’allège en sucre. C’est une vraie révolution pour les chocolatiers qui proposent alors de nouvelles tablettes plus riches en cacao. Dans ce contexte, Weiss lance Ébène en 1985, le chocolat au pourcentage de cacao le plus élevé de l’époque. Ébène remporte le prix Intersuc en 1988.

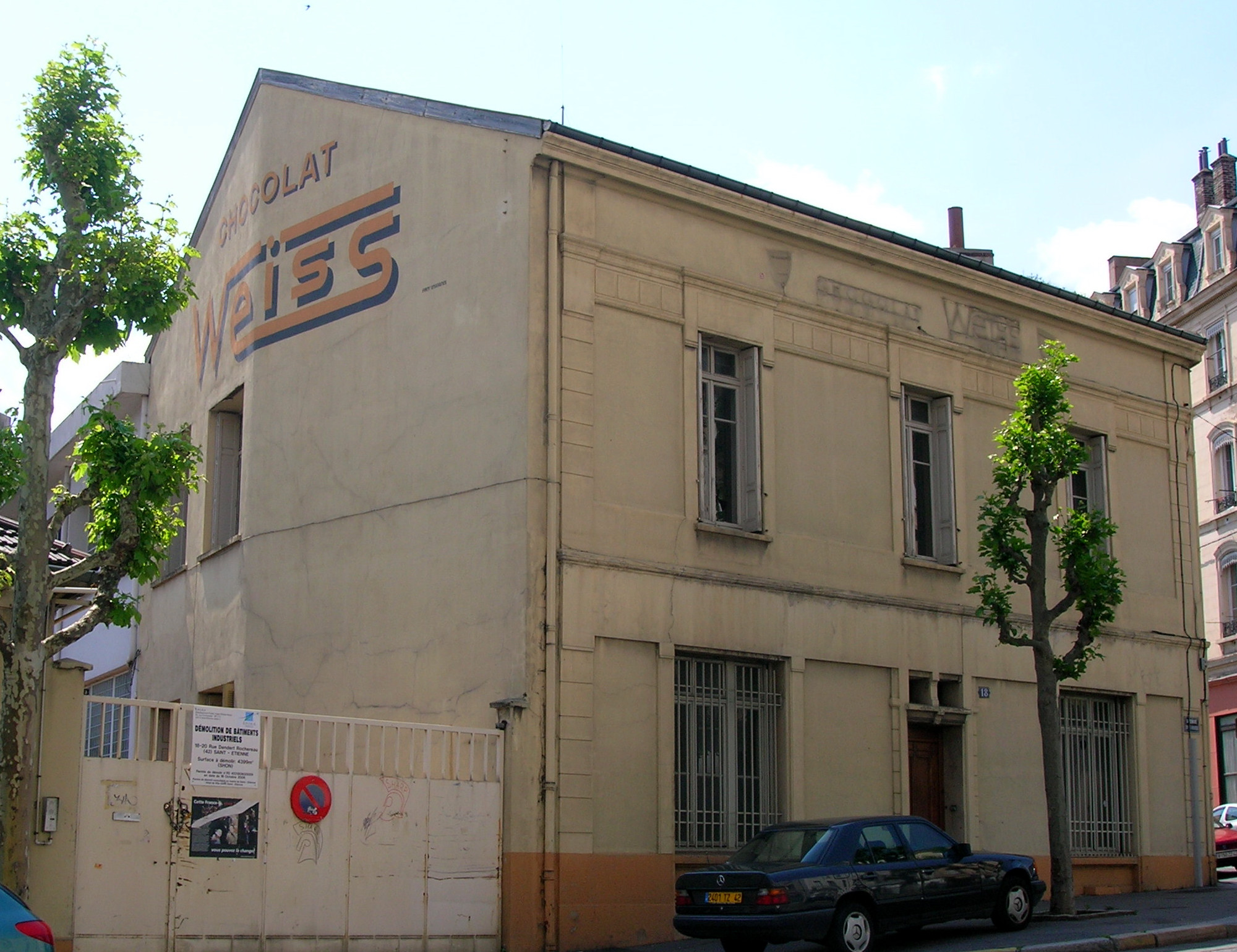
L'ancien site de production à Châteaucreux (aujourd'hui détruit).

En 1990, Weiss demande à la styliste Primrose Bordier de renouveler l’ensemble de ses packagings (comme le feront plus tard Sonia Rykiel pour Valrhona ou Jean-Charles de Castelbajac pour La Marquise de Sévigné).
En 2006, le siège historique et les ateliers de production sont transférés vers le site dit du « Pont-de-l’Âne ». En novembre 2007, l’ancien site est détruit dans le cadre de la rénovation du quartier de Châteaucreux. Cette même année, la société passe sous le contrôle du holding Finapar.
En 2009, Weiss est partenaire fondateur de la Cité du design à Saint-Etienne, dans le cadre d'un projet de reconversion et de développement économique de la région. Depuis, la marque est engagée dans une démarche design, qui se base sur les principes de co-création et de co-développement avec ses clients, afin de créer des produits qui correspondent à leurs envies et leurs usages.
En octobre 2013, Weiss est rachetée par le groupe Bongrain, qui détient aussi les marques Valrhona, Révillon et deNeuville.

## Activités de Weiss aujourd'hui

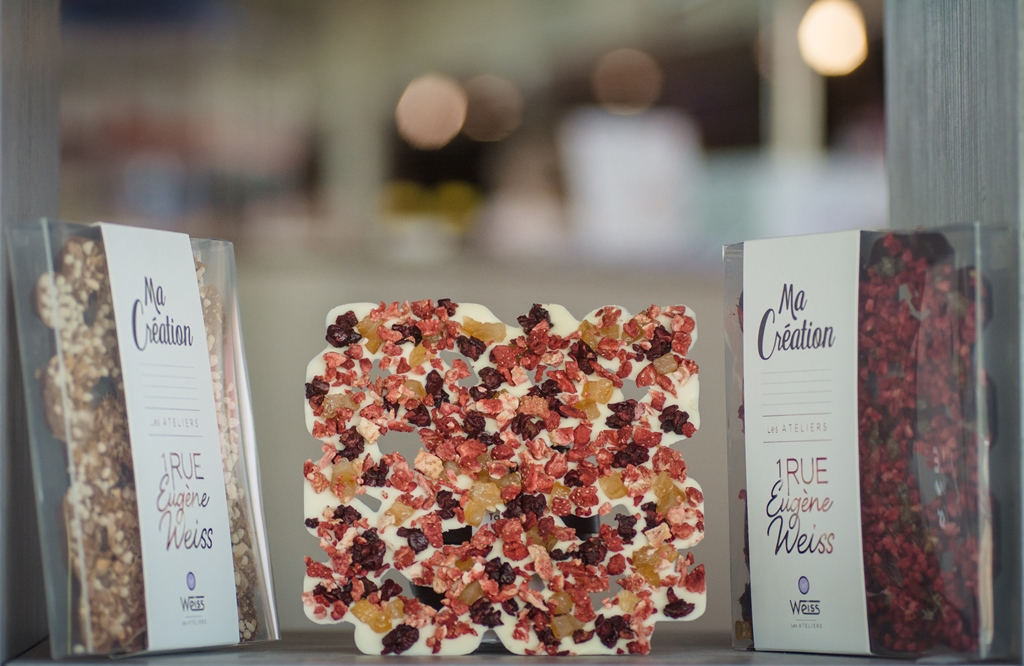
Tablette des ateliers Weiss.

Weiss maîtrise l’ensemble du processus de l’achat de la fève à la production de la tablette : sélection des fèves, torréfaction à l'ancienne, concassage, assemblage, broyage et conchage. On parle de chocolatier « bean to bar » (« de la fève à la tablette »).
Weiss est aussi réputé auprès des professionnels pour la qualité de son praliné, réalisé à partir d’amandes Valencia et Marcona d’Espagne, et de noisettes d'Italie (Rome et Piémont). Amandes et noisettes sont caramélisées en chaudron puis refroidies sur marbre et broyées.
La Maison Weiss propose aussi une grande variété de bonbons de chocolat. Tous les intérieurs (nougatine, nougat, ganache) sont réalisés dans les ateliers de Saint-Étienne selon des méthodes traditionnelles.
L’entreprise est engagée dans une démarche de gastronomie plus responsable. Elle sélectionne avec grand soin ses matières premières et privilégie quand cela est possible des ingrédients sains et des fournisseurs de proximité. Sa production est 100%  pur beurre de cacao, sans gluten, sans OGM et sans arôme et colorant artificiels.
Depuis octobre 2016, la chocolaterie a ouvert Les Ateliers Weiss à Saint-Etienne, un lieu composé de la visite de la Passerelle de la Chocolaterie, des animations, une boutique et un espace de restauration.